# پالمیرا (یوتا)
پالمیرا (به انگلیسی: Palmyra) یک منطقهٔ مسکونی در ایالات متحده آمریکا است که در شهرستان یوتا، یوتا واقع شده‌است. پالمیرا ۳۰٫۴ کیلومتر مربع مساحت و ۴۹۱ نفر جمعیت دارد و ۱٬۳۷۹ متر بالاتر از سطح دریا واقع شده‌است.